# Arthur Laffer
Arthur Betz Laffer Sr. (ur. 14 sierpnia 1940) – amerykański ekonomista zajmujący się ekonomią podaży; stał się znany i wpływowy po tym, jak w czasie prezydentury Ronalda Reagana zajmował stanowisko w jego Economic Policy Advisory Board (1981–1989). Najbardziej znany jest z noszącej jego nazwisko krzywej Laffera, będącej prostym modelem wpływów budżetowych z podatków pokazującym „optymalną” stawkę podatkową znajdującą się między dwoma przedziałami stawek nieoptymalnych.
Jest autorem wielu artykułów oraz autorem i współautorem wielu książek w tym książki Supply Side Economics: Financial Decision-Making for the 80s (Ekonomia podaży: podejmowanie decyzji finansowych na lata 80.). 3 stycznia 2005 The Wall Street Journal wydrukował jego artykuł pt. Destination U.S.A. (Cel USA) dotyczący teorii handlu.
Założył Laffer Associates w San Diego, gdzie zajmuje stanowisko dyrektora zarządzającego. W 1963 otrzymał tytuł zawodowy bakałarza z ekonomii na Uniwersytecie Yale. W 1965 ukończył studia na Uniwersytecie Stanforda, z tytułem MBA, i tamże w 1971 zdobył stopień doktora.
Ma sześcioro dzieci. Do jego współpracowników należy Lawrence Kudlow, popularny współprowadzący program Kudlow & Co. na CNBC. Do admiratorów Laffera należy też autor blogów Donald Luskin – współautor książki Index Options & Futures: The Complete Guide.
Arthurowi Lafferowi zawdzięcza swe imię postać Larry’ego Laffera ze sławnej serii gier komputerowych Leisure Suit Larry. Prawdziwy Laffer przez lata nie wiedział o istnieniu tych gier. Dopiero gdy twórca Larry’ego, Al Lowe, zaczął plany stworzenia nowego programu o nazwie Laffer Utilities (Narzędzia Laffera), z udziałem Larry’ego, poprosił właściciela nazwiska o pozwolenie. Sekretarka Laffera grała we wspomniane gry od bardzo długiego czasu, jednak nigdy nie zwróciła jej uwagi zbieżność nazwisk. Laffer dał pozwolenie i przy okazji odwiedził Sierra On-Line – studia firmy Ala Lowe.
Do historii przeszło wystąpienie Arthura Laffera w 2006 w amerykańskiej stacji telewizyjnej Fox News. Dyskusja w studiu dotyczyła tego, czy Stanom Zjednoczonym grozi kryzys ekonomiczny. Arthur Laffer stanowczo twierdził, że gospodarka amerykańska jest w znakomitej kondycji, podczas gdy jego oponent, Peter Schiff, ostrzegał, że Ameryce zagraża głęboka recesja, która pojawi się w 2007 lub 2008. Rok później okazało się, że Arthur Laffer był w dużym błędzie, gdyż Stany Zjednoczone dotknął jeden z największych w historii tego kraju kryzys finansowy.
W 2019 otrzymał Prezydencki Medal Wolności.